# Höngg

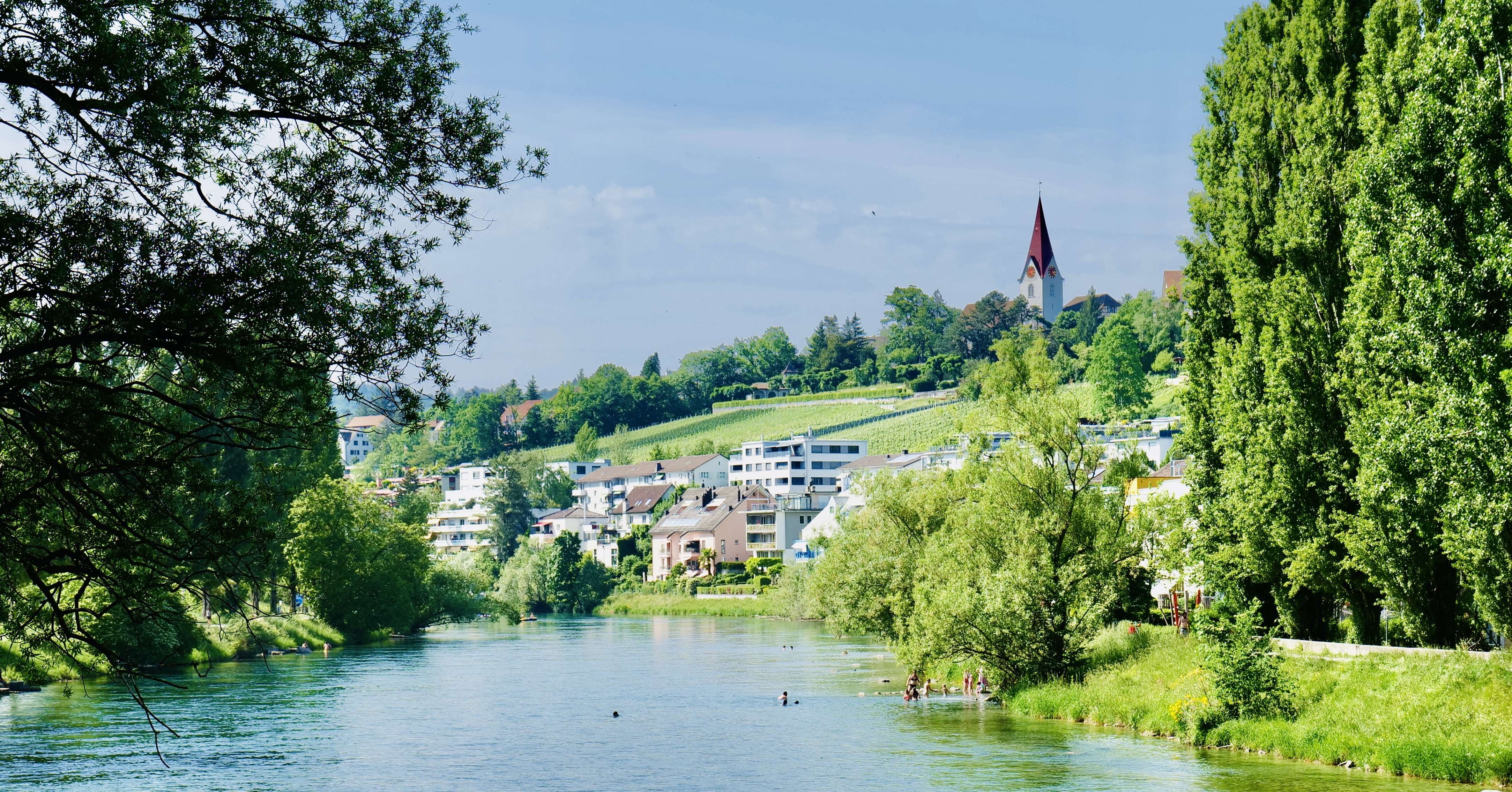
Höngg: Rebberge und Kirche am Hang über der Limmat

Höngg, im älteren zürichdeutschen Ortsdialekt [høːŋk] mit langem ö gesprochen, ist ein Quartier der Stadt Zürich. Es liegt oberhalb der Limmat am Hang des Käferbergs/Waidbergs und bildet zusammen mit Wipkingen den Kreis 10. Dank seiner Südhanglage mit Blick über Innenstadt, Zürichsee und Limmattal ist Höngg ein beliebtes Wohnquartier.

## Wappen
Blasonierung
In Rot auf grünem Boden eine grüne Rebe mit drei blauen Trauben, die sich um einen goldenen Stickel rankt, im Schildhaupt begleitet links von einem silbernen Tatzenkreuz, rechts von einem silbernen Rebmesser mit goldenem Griff
Gerold Edlibach zeigt in seiner Zürcher Chronik (um 1490, S. 420) noch ein Höngger Wappen, auf dem der Kirchenpatron Hl. Mauritius mit Harnisch, Schild und Banner zu sehen ist. Nach der Reformation wurde dieses Wappen durch die Darstellung einer Rebe ersetzt.

## Bevölkerung
Die Bevölkerung des Dorfes Höngg entwickelte sich von 629 Einwohnern im Jahre 1634 auf 3085 im Jahre 1900. Im Jahr 2024 besass das Quartier Höngg 24'810 Einwohner. Der Ausländeranteil lag bei 26,5 %.

## Bevölkerungsentwicklung des Quartiers
Quelle: Statistik & Daten: Höngg

## Geschichte

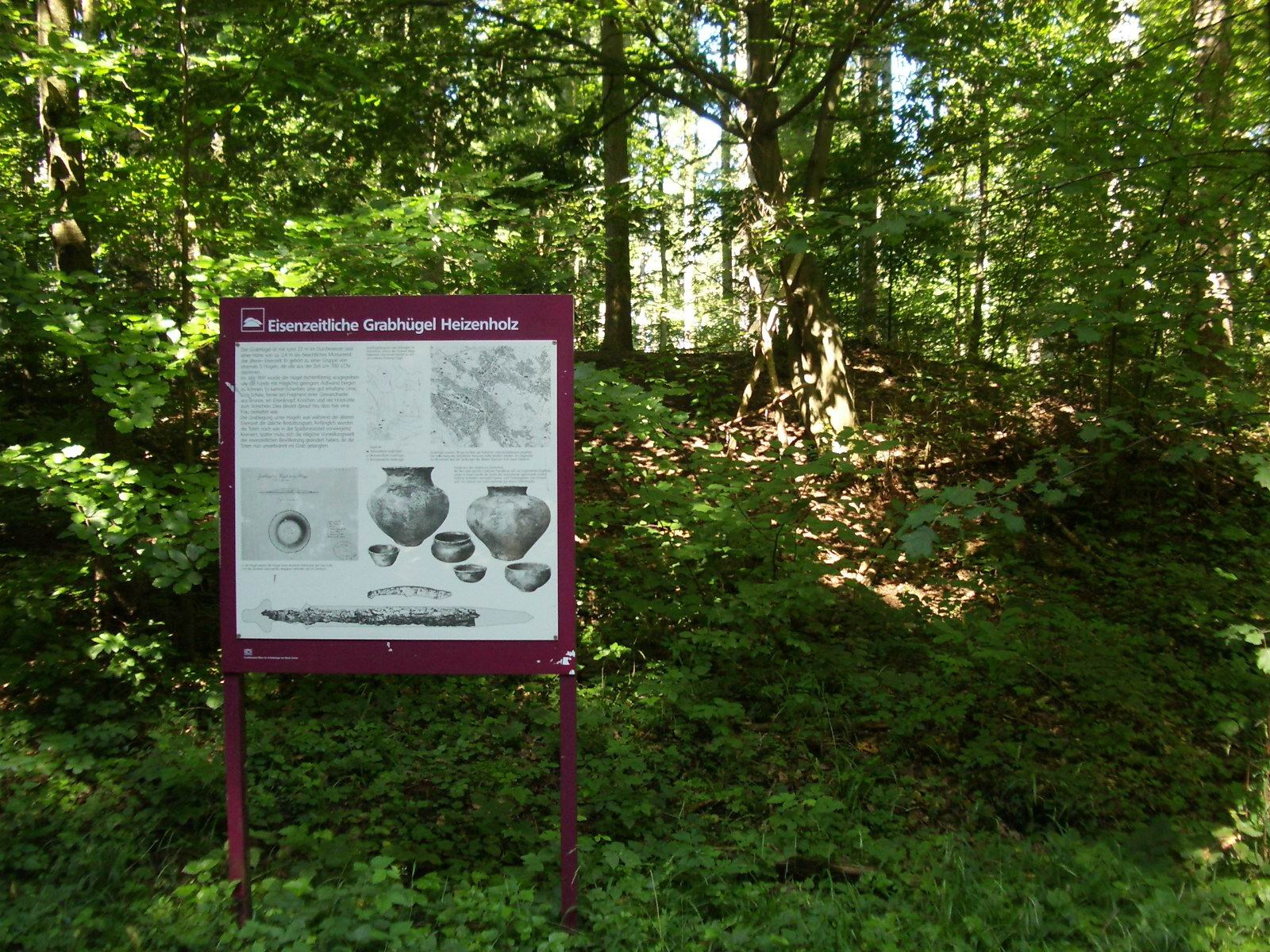
Eisenzeitlicher Grabhügel Heizenholz

Luftbild aus 300 m Höhe von Walter Mittelholzer (1931)

Frühe Belege des Ortsnamens sind Hoinga (820), in Hohinco (852/858), in villa Hoenka (898) und Höngge (1276). Die Deutung des Namens ist unsicher. Vielleicht liegt eine Ableitung von althochdeutsch hōh ‘hoch’ vor. Die Rückführung auf Hueching, den Bruder des Bayernherzogs Uotilo, der dem Uetliberg, seinem einstigen Besitz, den Namen gegeben habe, ist sprachlich nicht möglich und überdies namentypologisch wenig wahrscheinlich.
Grabhügel aus der Hallstattzeit im Heizenholz deuten auf eine Besiedelung in der Eisenzeit. Die um 700 gegründete Eigenkirche ging 870 an das Kloster St. Gallen. Das Grossmünster besass um 800 Grundeigentum in Höngg mit einem Meierhof. Die Rechte der habsburgischen Ritterfamilie von Humlikon gelangten um 1300 an das aus Seen bei Winterthur stammende Ritterfamilie von Seen. Diese verkauften zwischen 1359 und 1365 die Vogtei mit dem zweiten Meierhof, dem Kirchensatz und Grundbesitz an das Kloster Wettingen. 1384 erwarb die Stadt Zürich die Vogtei Höngg und während der Reformation 1526 das niedere Gericht. Im Alten Zürichkrieg setzten die Eidgenossen Ende Juli 1443 das Dorf in Brand. 40 Häuser, ungefähr die Hälfte des Dorfes, wurden ein Raub der Flammen. Fast alle noch erhaltenen alten Häuser stammen aus der Zeit nach 1443. Zürich verwaltete Höngg bis 1798 als innere Obervogtei. In diesem Jahr wurde es dem Distrikt Regensdorf, 1803 dem Bezirk Bülach und 1815 dem Bezirk Zürich zugeteilt. 1886 wurde aus den Zivilgemeinden Höngg und Rütihof die politische Gemeinde Höngg.
Die erste aufgezeichnete Offnung von Höngg stammt von 1338. 1436 wird erstmals ein Untervogt erwähnt, der von der Gemeinde vorgeschlagen und vom Zürcher Rat gewählt wurde. 1406 gab es fünf Dorfmeier. Bis 1665 hatte der Hofmeier des Grossmünsters den Vorsitz beim wöchentlich tagenden Ortsgerichts. Er wurde im 18. Jahrhundert vom städtischen Obervogt abgelöst.

### Eingemeindung

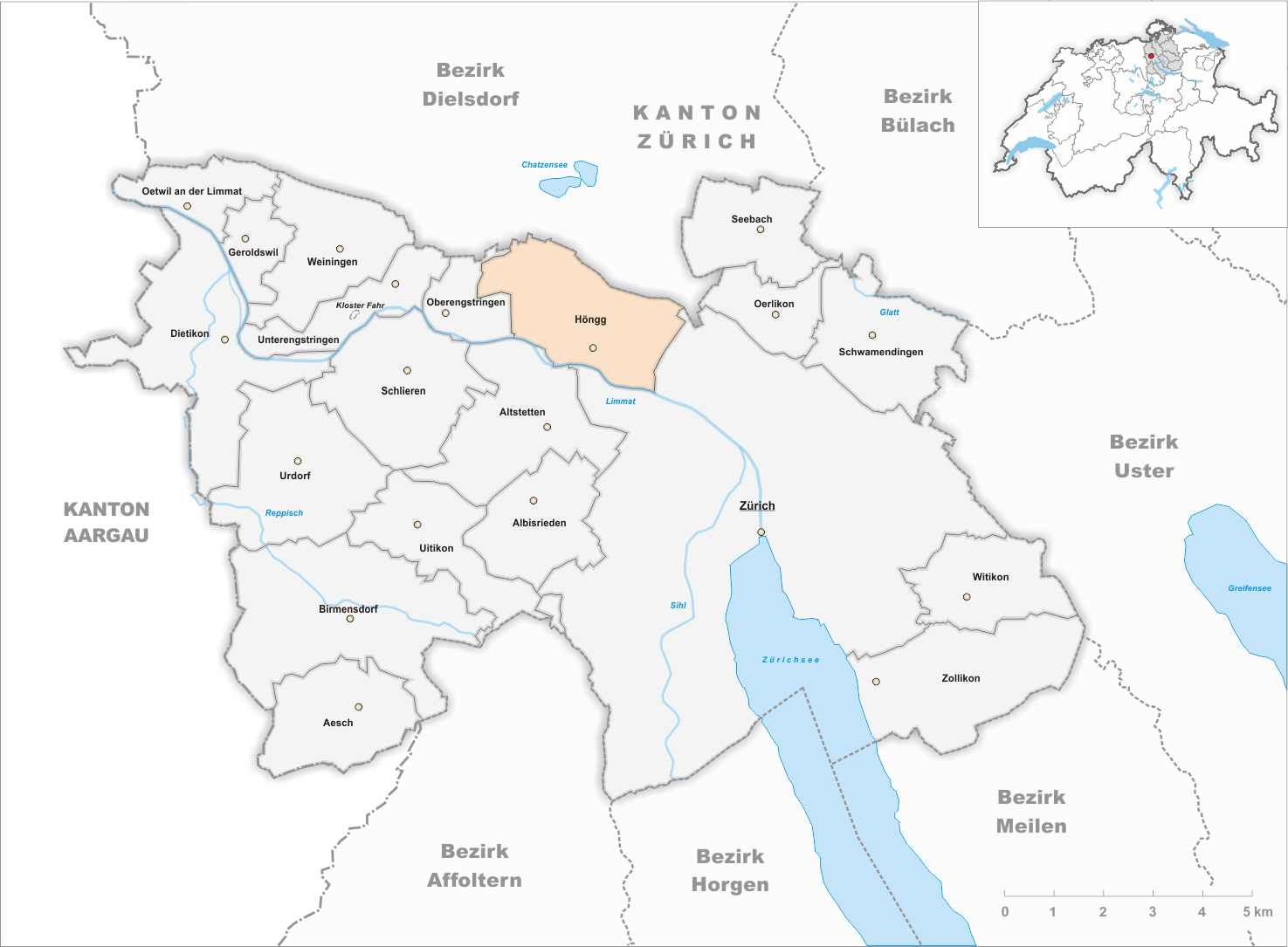
Die Gemeinde innerhalb des Bezirks Zürich vor der Eingemeindung 1934

Die ehemalige politische Gemeinde Höngg bestand aus dem alten Dorf bei der Kirche und dem Weiler Rütihof. 1934 wurden die Gemeinde Höngg und sieben weitere selbständige Gemeinden Teil der Stadt Zürich. Höngg wurde in den neuen Stadtkreis 10 eingeteilt, wobei gleichzeitig das bereits 1893 eingemeindete Quartier Wipkingen ebenfalls dem neuen Kreis zugeordnet wurde. In den 1990er Jahren entstand eine Bürgerbewegung, welche die Unabhängigkeit von Höngg auf ihre Fahne geschrieben hatte; infolge politischer Erfolglosigkeit schlief sie gegen Ende des Jahrzehnts wieder ein.

## Ortsgliederung

### Rütihof
Der Weiler Rütihof, im Norden von Höngg, wurde im späten Mittelalter (1280) erstmals erwähnt. Noch im Jahre 1828 sind erst sieben Häuser bezeugt. 500 Jahre lang war einzig der Familienname Geering in der ehemaligen «Civilgemeinde Birch-Rütihof» anzutreffen. Heute leben gegen 4000 Menschen, hauptsächlich junge Familien im Rütihof. 2002 konnte in einem alten Wagenschopf ein Quartiertreff eingerichtet werden. Ein Grossverteiler, eine Bäckerei sowie ein Restaurant beleben das rasch gewachsene Stadtquartier. Ein Bauspielplatz wurde am 26. August 2006 mit einem Fest den kleinen und grossen «Baumeistern» übergeben.

### Hönggerberg

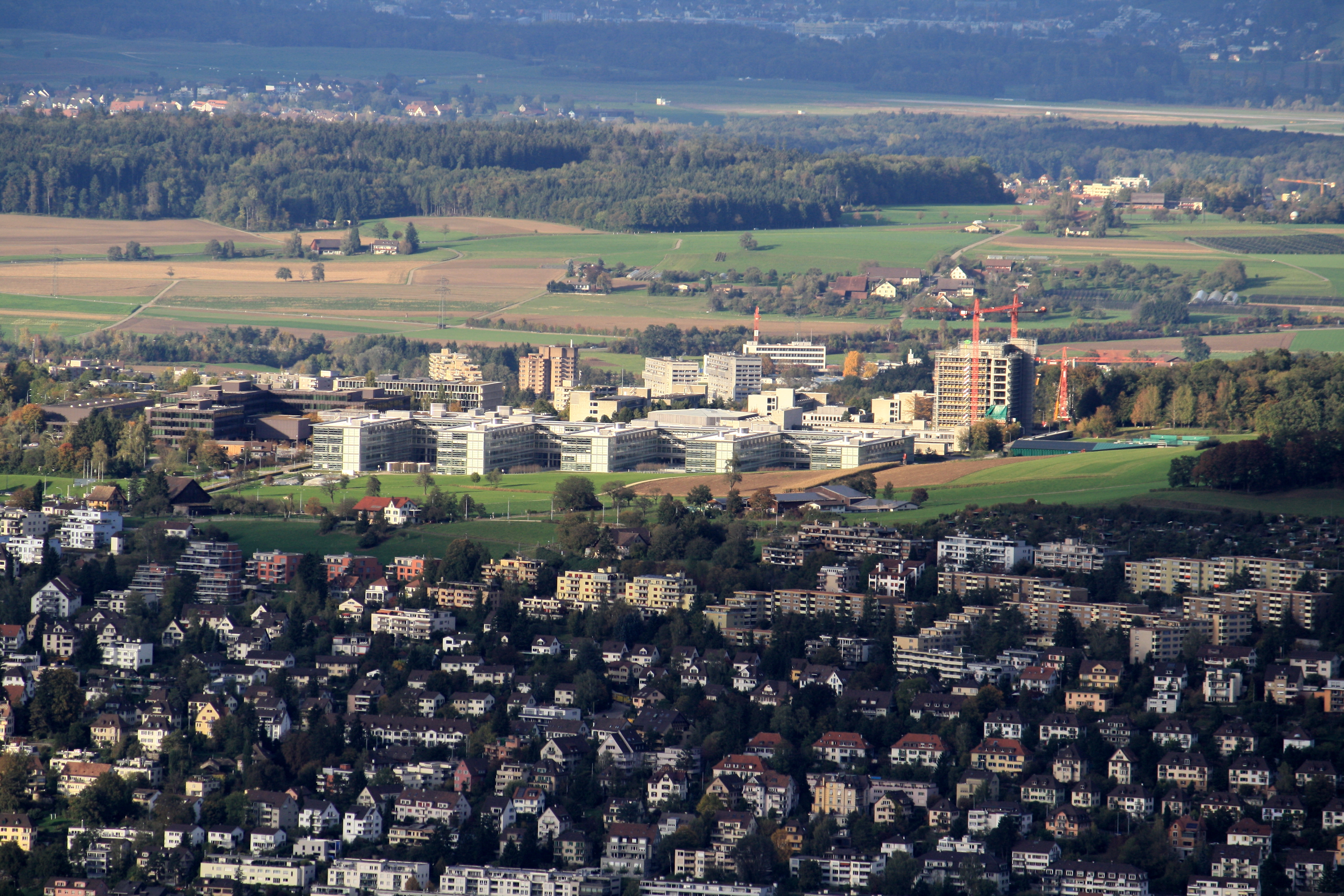
ETH Hönggerberg

Oberhalb des Quartiers liegt der Hönggerberg, dessen höchster Punkt im sogenannten Bergholz (541 m ü. M.) liegt. Auf dem Sattel zwischen Hönggerberg und Käferberg liegt der Campus der ETH Hönggerberg mit den Abteilungen Chemie, Physik, Materialwissenschaften, Architektur, Bauingenieurwesen und Biologie. Die ETH möchte um die Lehr- und Forschungseinrichtungen herum eine Science City errichten, ein eigenes Wohnquartier für Studierende und Forschende sowie Einkaufsmöglichkeiten im Zentrum, die auch für die Quartierbewohner in Höngg und Affoltern attraktiv sein soll. Dies stösst jedoch in der Höngger Bevölkerung teilweise auf Ablehnung, da mit einem erhöhten Verkehrsaufkommen gerechnet wird. Inzwischen plant die ETH Hönggerberg gemäss Masterplan 2040 einen Ausbau um 45 %.
Über den Sattel führt die gut ausgebaute Emil Klöti-Strasse ins nördlich liegende Quartier Affoltern im Glattal. Die Strasse führt im Westen um den ETH-Campus herum und ist in diesem Bereich richtungsgetrennt ausgebaut – der ETH-Campus ist durch ein Brückenbauwerk (Einstein-Brücke) und verschiedene Rampen an die Strasse angebunden.

## Kirchen und Friedhöfe

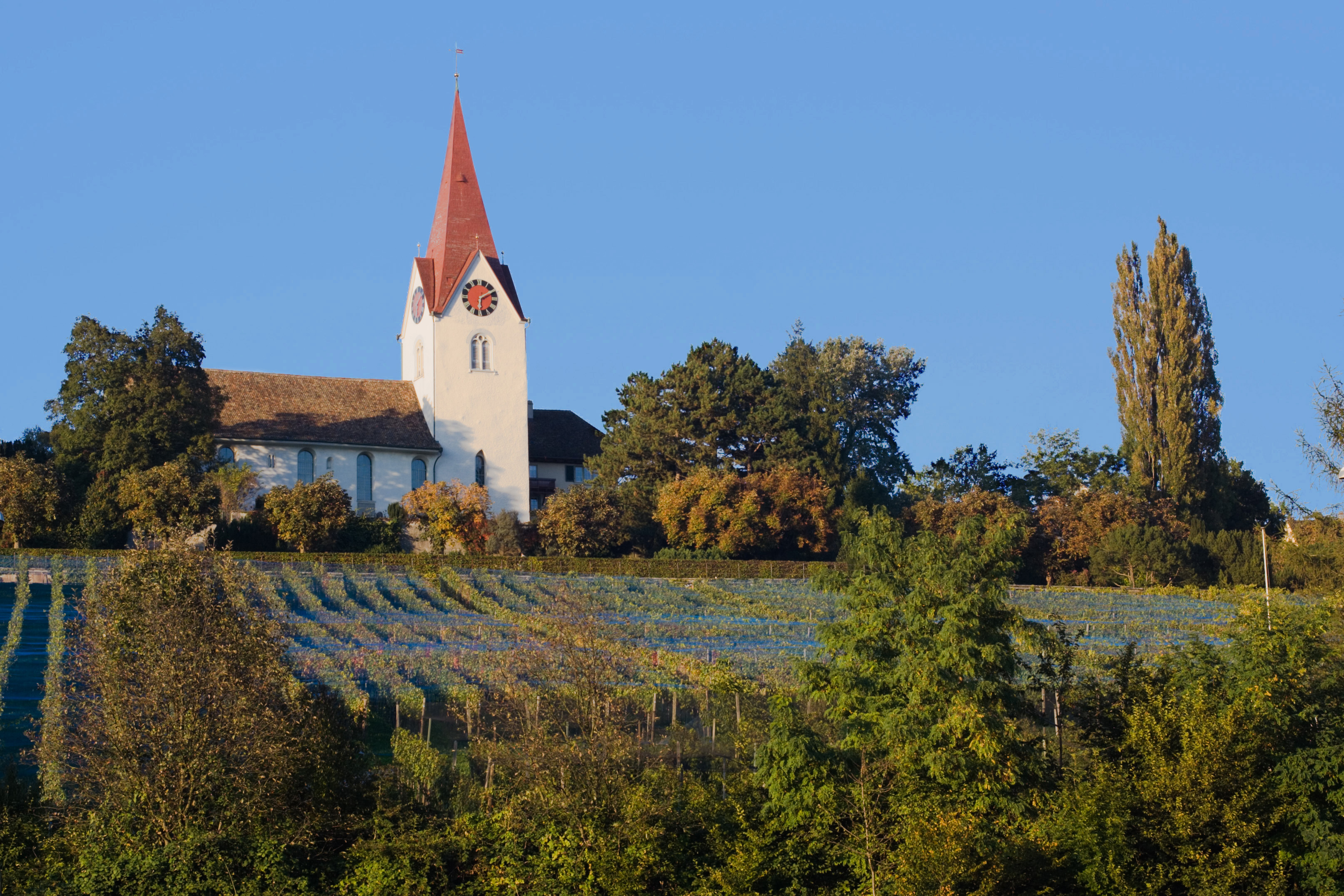
Ref. Kirche Höngg, Südansicht, 870 erstmals erwähnt

### Kirchengeschichte bis zur Reformation
Urkundlich wurde 870 erstmals eine Kirche St. Moritz erwähnt bei der Übergabe ans Kloster St. Gallen, das sie 890 zur Dotierung der St. Mangs (Magnus)-Kirche verwendete. Die Kirche Höngg war die Mutterkirche von Regensdorf, Watt, Affoltern (Zürich) und Niederhasli. 1376 bis 1837 war Höngg Wettingen inkorporiert. Die Kirche Höngg wurde 1443 von den Eidgenossen verbrannt und 1446 neu aufgebaut. Im Jahr 1703 wurde sie total erneuert.

### Kirchen heute
In Höngg gibt es folgende Kirchen:
- Der Vorgängerbau der heutigen reformierten Kirche Höngg wurde vermutlich wenig nach dem Jahr 700 erbaut und gilt als eine der ältesten Kirchen der Region. Die Kirche liegt weithin sichtbar auf dem Rebberg und ist, zusammen mit dem anschliessenden Rebberg, das Wahrzeichen des Quartiers. 2019 wurde die reformierte Kirchgemeinde Höngg zusammen mit weiteren Kirchgemeinden der Stadt Zürich und Oberengstringen zur Reformierten Kirche Zürich zusammengefasst. Zusammen mit Oberengstringen und Wipkingen West bildet Höngg den Kirchenkreis zehn.[7]
- Die römisch-katholische Kirche ist mit dem Pfarreizentrum Heilig Geist im Quartier präsent, welches in den Jahren 1971–73 vom Architekten Karl Higi erbaut wurde und an der Limmattalstrasse steht.

### Friedhöfe
In Höngg befinden sich zwei der 26 Friedhöfe der Stadt Zürich. Der historische Friedhof Höngg ist nach dem Kirchhof Witikon der zweitälteste der Stadt, der noch immer belegt wird. Er stammt aus dem 15. Jahrhundert. Der Friedhof Hönggerberg aus dem Jahr 1948 ist dessen Nachfolger.

## Wirtschaft und Gewerbe
Der Rebbau war seit dem Mittelalter die wichtigste landwirtschaftliche Beschäftigung. 1826 gab es in Höngg noch 76 Trotten und Ende des 19. Jahrhunderts war die Höngger Rebfläche die drittgrösste im Kanton Zürich. Die Besitzer der Rebberge waren im Mittelalter Klöster und später Stadtzürcher. Die Arbeiten wurden von Taglöhnern aus Höngg ausgeführt. Im Herbst wurden die Reben mit Dornsträuchern aus dem gemeindeeigenen Wald eingezäunt. Die Rebbesitzer musste der Gemeinde dafür «Dörnwein» abgeben. Mehltau und Reblaus führten ab 1890 zu einem starken Rückgang des Rebbaus. Ab 1968 wurden mehrere Rebberge neu angelegt, der markanteste am Kirchhügel.
Die Fischerei und Schifferei an der Limmat bis 1880 war unbedeutend. 1634 gab es 6 Handwerksmeister und 1860 bereits 49 neben 95 Landwirten. Im 17. und 18. Jahrhundert brachten über zehn Landsitze die städtische Lebensart ins bäuerliche Dorf. Der Bau von Wohnhäusern nahm zu und die Bevölkerung begann mehrheitlich auswärts zu arbeiten. Die Industrialisierung begann 1817 mit einer Spinnerei und 1874 mit der Seidenweberei Baumann älter. 1924 nahm der erste deutschschweizerische Radiosender seinen Betrieb auf.
Die Unternehmensgruppe Zweifel (Zweifel Chips & Snacks AG sowie das Weinunternehmen Zweifel 1898) hat ihren Ursprung in Höngg.

## Bildung
In Höngg gibt es die Schulhäuser Bläsi, Vogtsrain, Rütihof, Riedhof-Pünten, am Wasser (Primar- und Mittelstufe), Lachenzelg (Oberstufe). Sie gehören zum Schulkreis Waidberg.

## Verkehr

### Öffentlicher Verkehr
Seit 1898 verbindet das Tram Höngg mit Zürich, nachdem die Strassenbahn Zürich–Höngg eröffnet worden war. Heute bieten die Tramlinie 13 und die Trolleybus-Linie 46 Verbindungen ins Zürcher Stadtzentrum. Weitere Buslinien, zum Beispiel die Buslinie 80 über den Hönggerberg und in Richtung Altstetten, ergänzen das Angebot der Verkehrsbetriebe Zürich. Als zukünftige Erschliessungsvariante wird eine neue S-Bahn-Linienführung zur Erschliessung der Science City ETH Hönggerberg über einen Tunnelbahnhof vorgeschlagen.

## Sehenswürdigkeiten

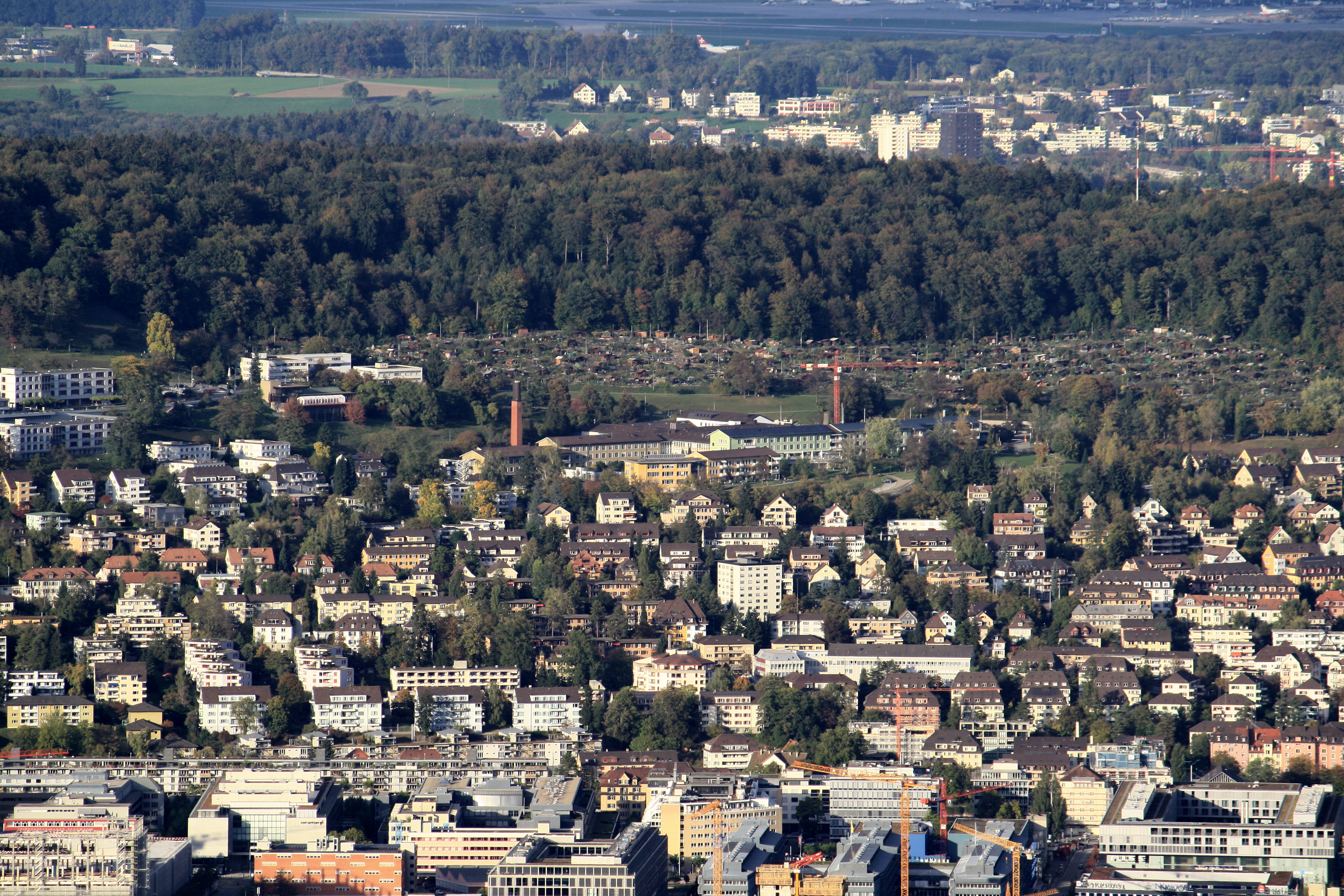
Ansicht vom Uetliberg auf Höngg, das Stadtspital Waid und den Käferberg-Waidberg

- Im Dorfkern sind mehrere Wohnhäuser, ehemalige Bohlenständerbauten, aus der Mitte des 15. Jahrhunderts erhalten geblieben. Das älteste ist das Schlössli, ein gemauerter Speicher von 1360, der 1499 mit einem Bohlenständerbau und Dachstuhl ergänzt wurde.
- An der Limmattalstrasse 383 beim Frankental steht das erste von Max Bill realisierte Bauprojekt, das ihm als Wohn- und Atelierhaus diente.[9]
- Bruchsteinmauer an der Bäulistrasse aus dem 18. Jahrhundert
- Das Ortsmuseum Höngg wurde 1925 gegründet. Seit 1977 ist es im Haus zum Kranz untergebracht.
- Im Findlingsgarten Kappenbühl auf dem Hönggerberg sind neun Findlinge platziert, die in Höngger Baugruben gefunden wurden.
- Das am 24. Mai 2024 eröffnete Vuebelle auf dem Hönggerberg ist der biodiverse Zwillingsplatz des Bellevues. Er hat dieselben Dimensionen wie das Bellevue, und alle städtischen Elemente des Bellevues sind durch Bepflanzungen und natürliche Strukturen nachgebildet.[10]

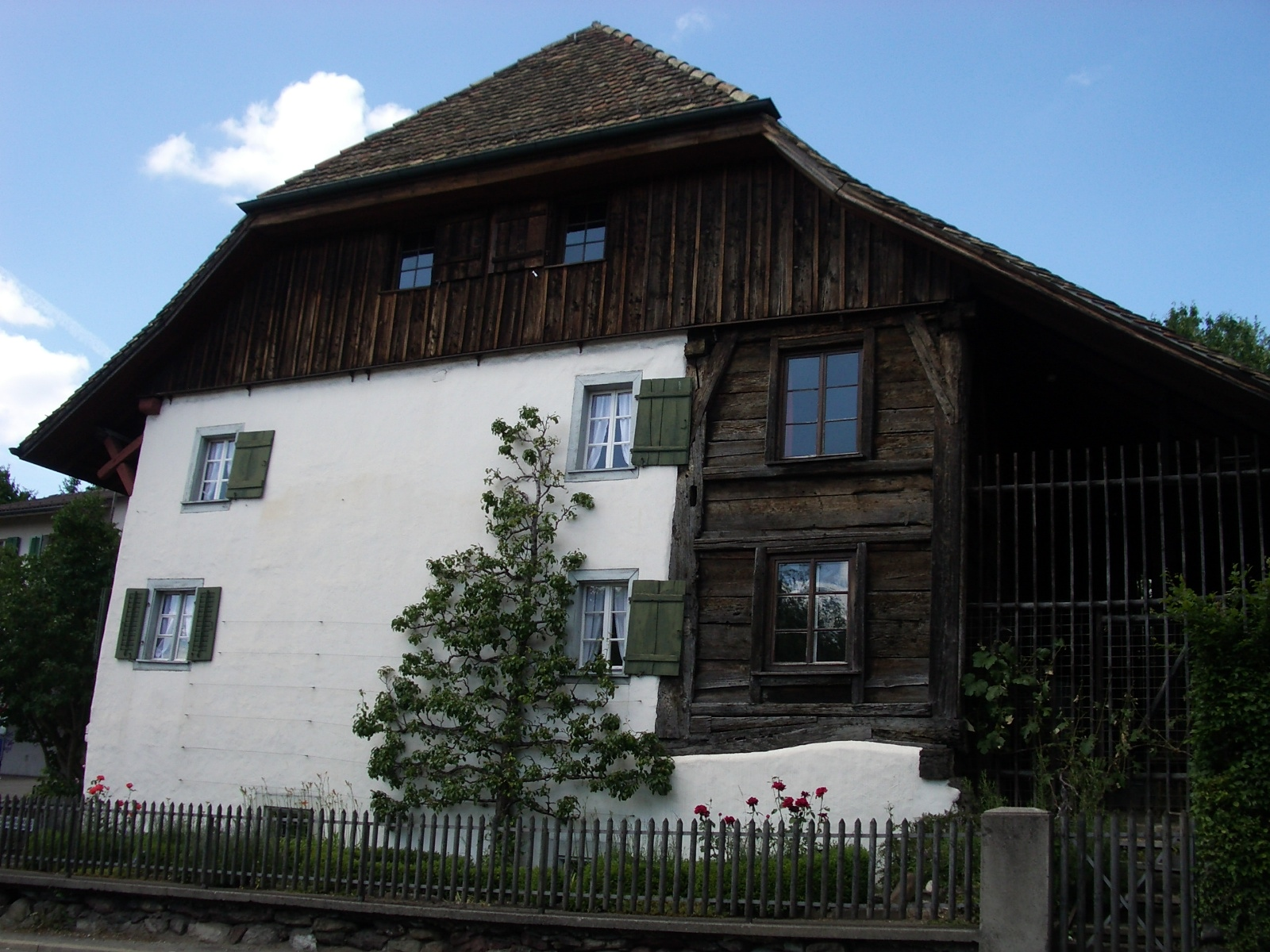
Ortsmuseum Höngg im Haus zum Kranz
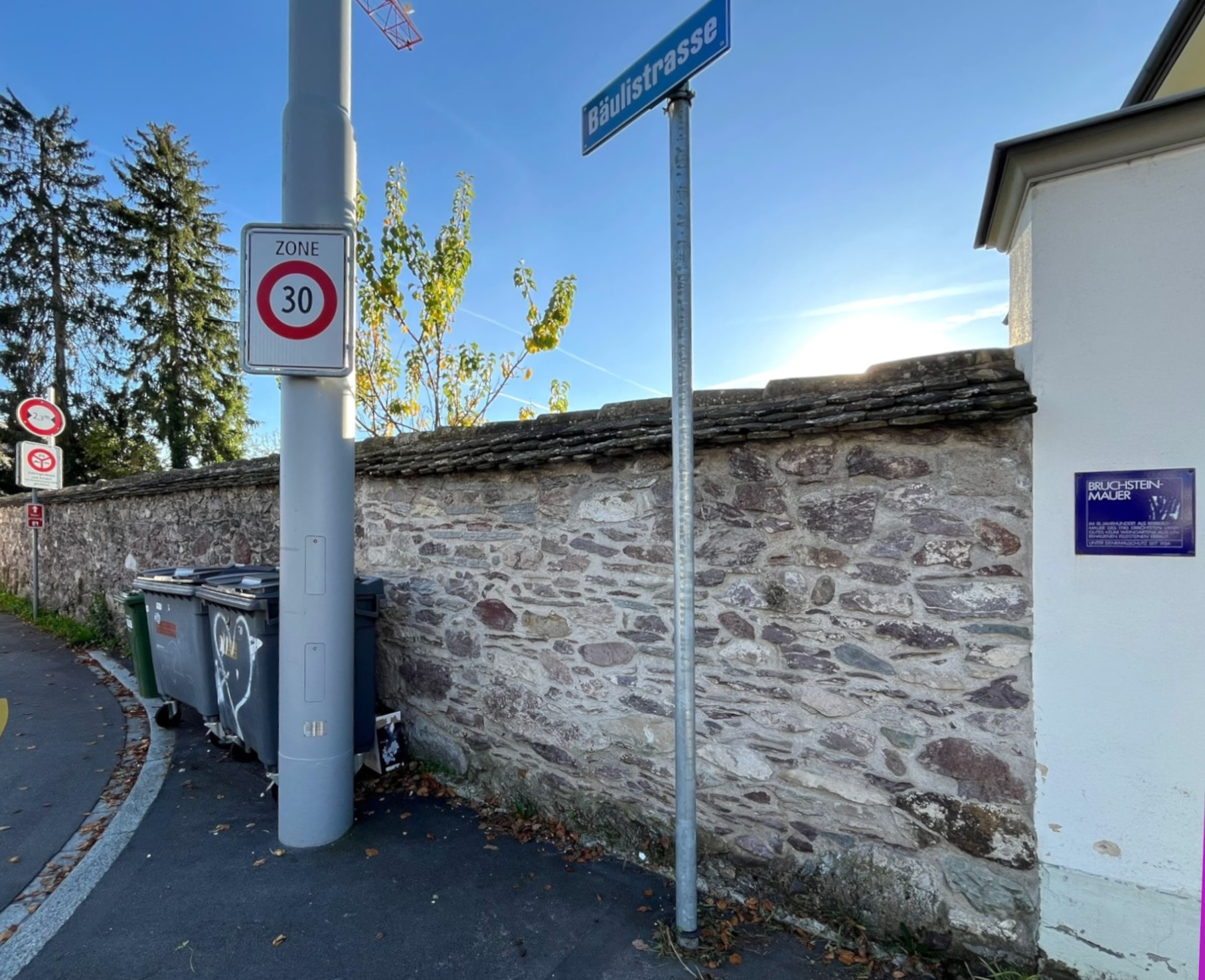
Bruchsteinmauer an der Bäulistrasse aus dem 18. Jahrhundert
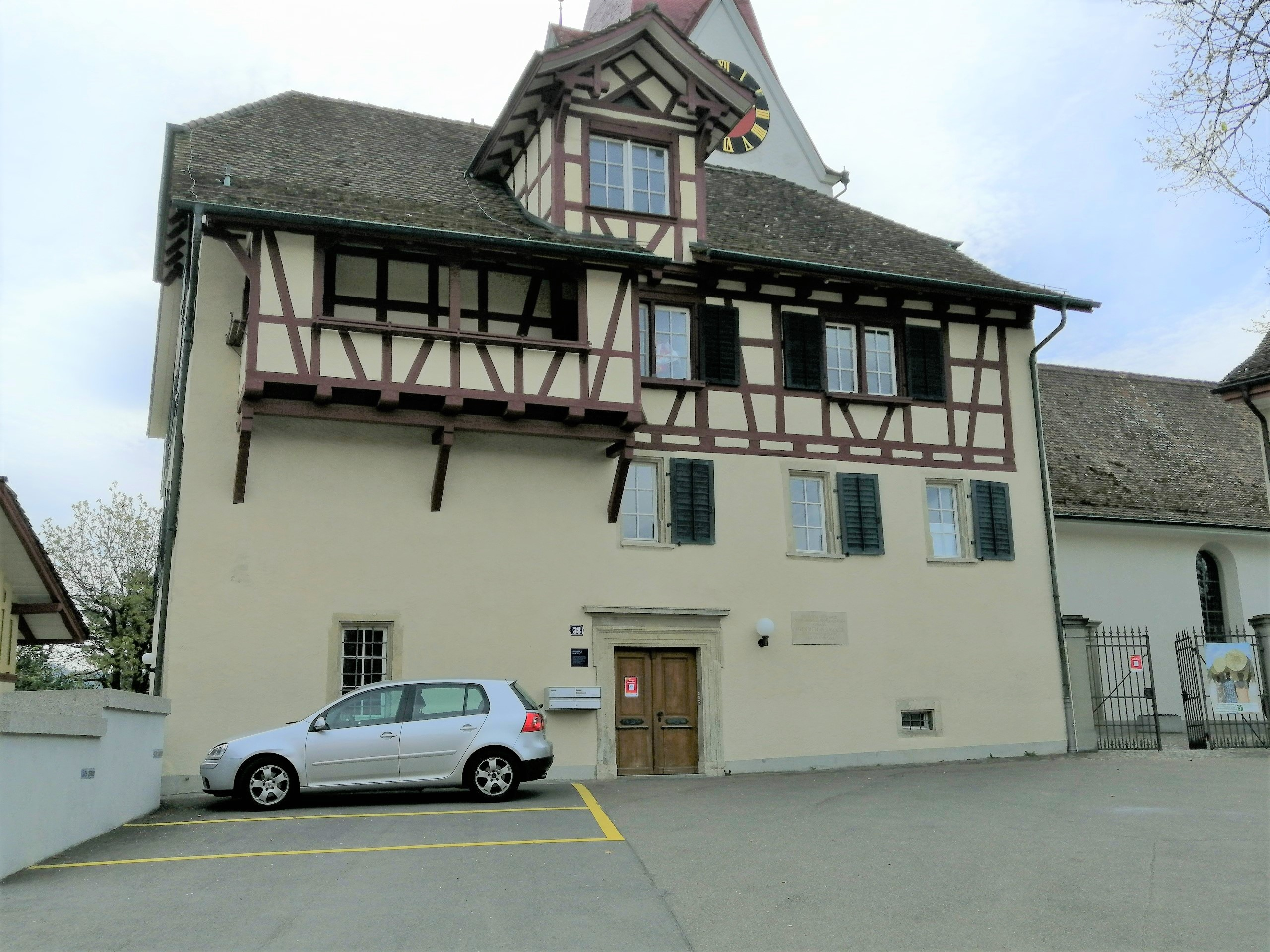
Pfarrhaus Höngg von 1701, hier wohnte der Grossvater von Heinrich Pestalozzi
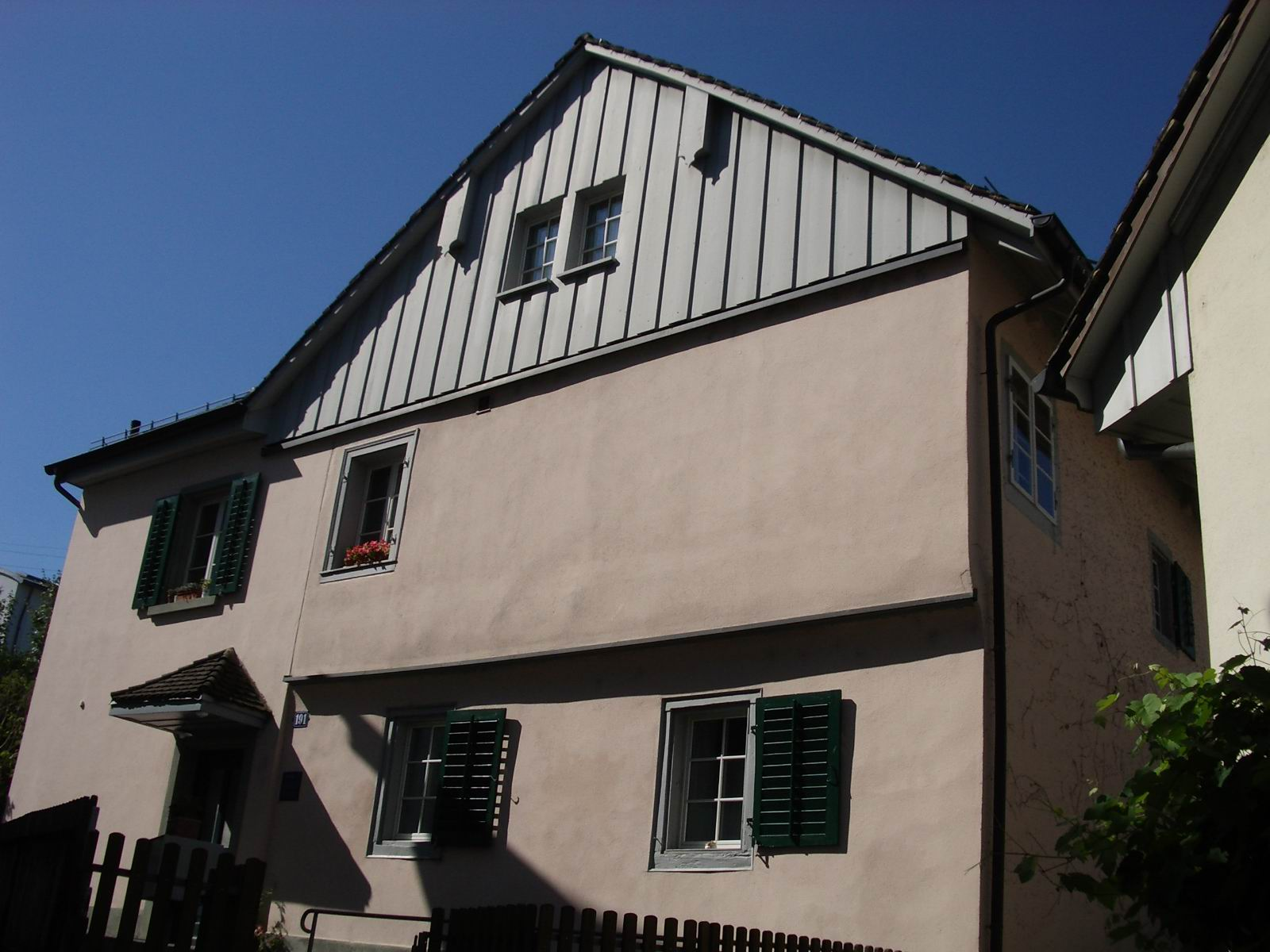
Schlössli, gemauerter Speicher von 1360, 1499 mit Bohlenständerbau und Dachstuhl ergänzt
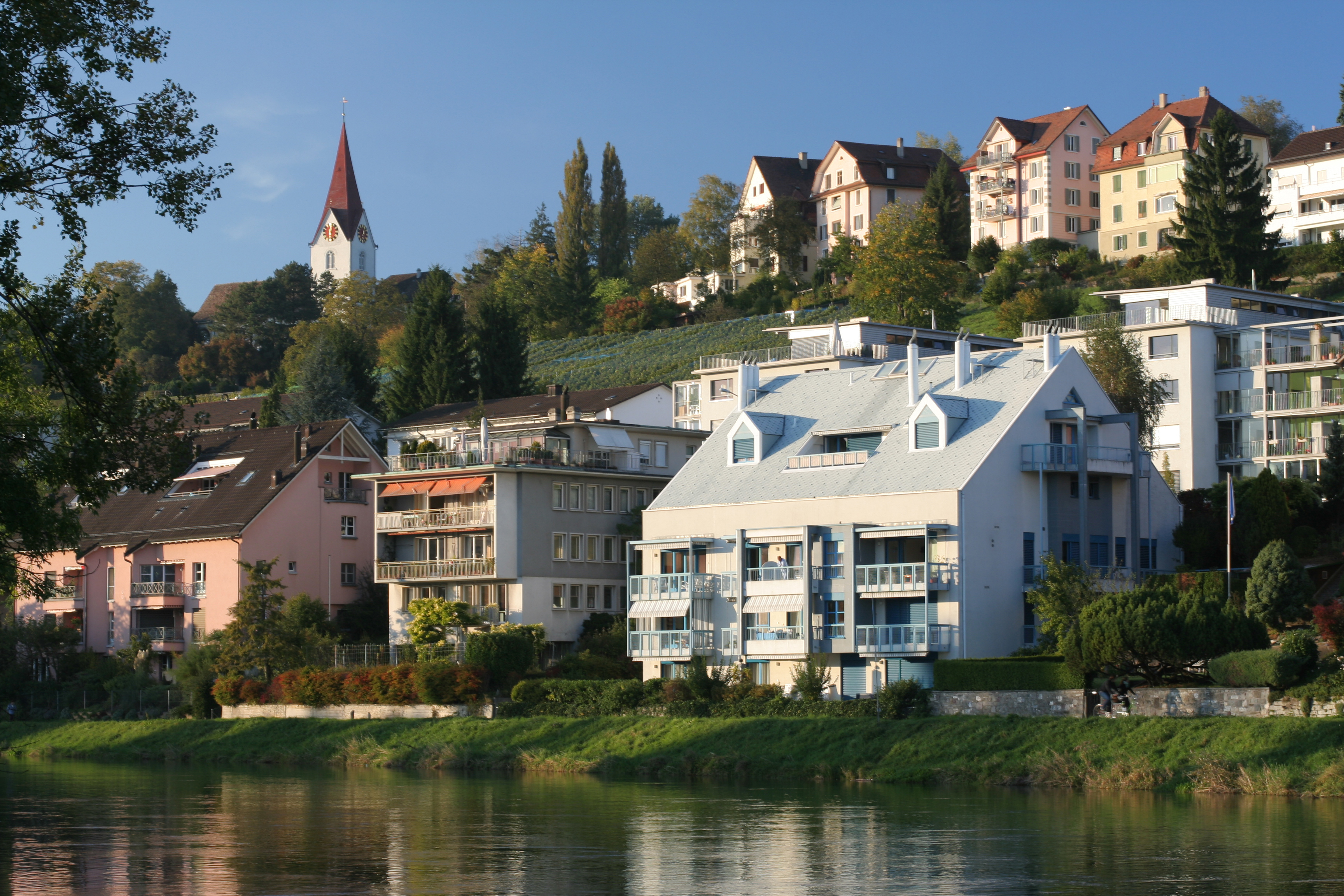
Wohnhäuser an der Limmat
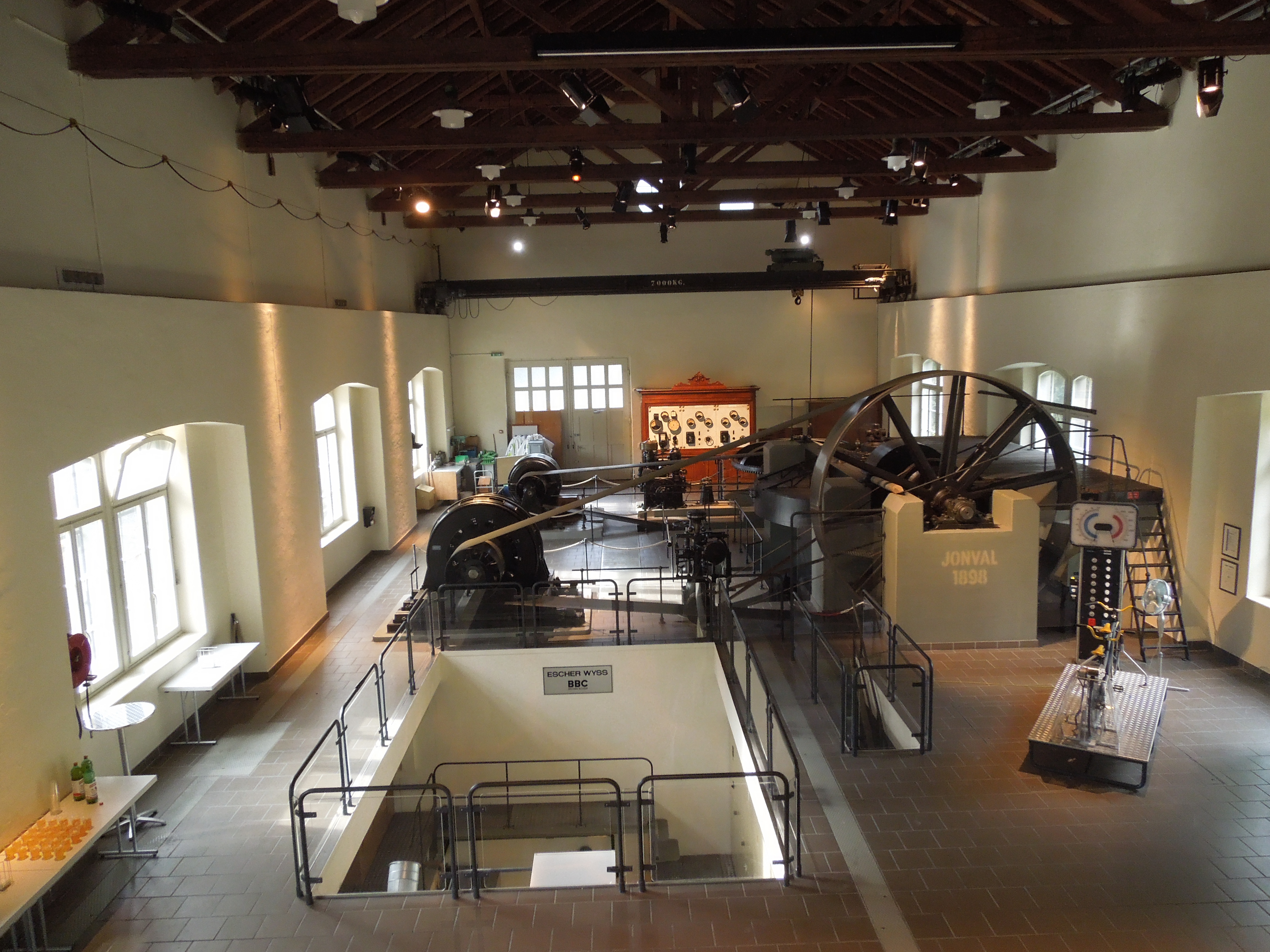
Eventkraftwerk und Museum Kraftwerk Höngg

## Brauchtum
- Die Zunft Höngg existiert seit 1934.
- Seit 1973 wird das jährliche Wümmetfäscht durchgeführt.

## Sport
Der SV Höngg ist der Höngger Fussballklub. Er trägt seine Heimspiele in der Sportanlage «Hönggerberg» aus.

## Personen mit Bezug zu Höngg
- Paul Appenzeller, Schriftsteller, in Höngg geboren
- Peter Baumgartner, Kameramann, in Höngg geboren
- Luise Beerli, Jodlerin
- Hans Heinrich Brunner, ref. Gemeindepfarrer 1960–1984
- Ernst Cincera, FDP-Politiker; war bis zu seinem Tod in Höngg wohnhaft
- Christian Gross, ehemaliger Fussballspieler und ehemaliger Trainer des GC Zürich und FC Basel; 1954 in Höngg geboren.
- Fred Nötzli, Wasserbauingenieur; in Höngg geboren
- Sepp Stappung, Gewerkschafter und Politiker
- Schaggi Streuli, Schauspieler; in Höngg aufgewachsen
- Jakob Winkler, Pfarrer und Politiker; in Höngg geboren
- Paul Zweifel, Gemeindepräsident 1900–1923 und Unternehmer